# Veliko Trgovišće
Veliko Trgovišće est un village et une municipalité située dans le comitat de Krapina-Zagorje, en Croatie. Au recensement de 2001, la municipalité comptait 5 220 habitants, dont 99,08 % de Croates et le village seul comptait 1 239 habitants.
Le premier président de la Croatie indépendante, Franjo Tuđman (1922-1999), est né à Veliko Trgovišće, à un moment où le village faisait partie du royaume des Serbes, Croates et Slovènes.

## Jumelage
- Marle (France) depuis 2010

## Localités
La municipalité de Veliko Trgovišće compte 15 localités :
| - Bezavina - Domahovo - Družilovec - Dubrovčan - Jalšje - Jezero Klanječko - Mrzlo Polje - Požarkovec | - Ravnice - Strmec - Turnišće Klanječko - Velika Erpenja - Veliko Trgovišće - Vilanci - Vižovlje |